# Pascasio Giannetti
Pascasio Giannetti (Albiano di Magra, 2 agosto 1661 – Capannoli, 28 giugno 1742) è stato un filosofo italiano.
Fu professore di logica all'Università di Pisa dal 1682 e di filosofia dal 1686. Quando nel 1706 lascio la cattedra di filosofia per quella di medicina, gli successe il camaldolese Luigi Guido Grandi.
Di formazione galileiana, fu un acceso nemico dei Gesuiti. Sollecitato dal suo amico Grandi, che lo aveva anche introdotto alle teorie newtoniane , collaborò, insieme con altri, alla preparazione della seconda edizione delle Opere di Galilei, pubblicate a Firenze nel 1718 .
Rimosso dall'ateneo pisano dal granduca Cosimo III de' Medici, vi fece rientro alla morte di quest'ultimo avvenuta nel 1723.
Massone, fu membro della loggia inglese di Firenze.